# AMY1B
La Alfa-Amilasa 1B (AMY1B) es un gen codificador de proteínas alfa-amilasas, enzimas encargadas de catalizar la hidrólisis de enlaces α-1,4-glucosídicos en moléculas glucídicas.
El gen AMY1B, incluye la unión de este a cationes (aproximadamente el 10 % de los genes están relacionados con transportadores de membrana, como en el mecanismo de la bomba Na+/K+) y la consecuente actividad alfa-amilasa. Un gen parálogo importante de este gen es el AMY1A; el término parálogo define aquellos genes cuyo último ancestro común es distinto, en otras palabras, la relación de ortología se ha roto (pero como son homólogos, si comparten el primer ancestro común).

## Función
Codifica una isoenzima de la amilasa salival. Las amilasas son un tipo de proteínas secretadas que hidrolizan los enlaces α-1,4-glucosídicos de los oligosacáridos y polisacáridos, liberando principalmente glucosa y maltosa, aunque también se liberan pequeñas cantidades de isomaltosas y dextrinas (oligosacáridos lineales y ramificados); catalizando así el primer paso de la digestión del almidón y del glucógeno en la dieta (al mezclarse la saliva con el alimento, esta mezcla se denomina bolo alimenticio, el cual se dirigirá hacia el estómago por el tubo digestivo, a partir de ahí comienzan esta serie de reacciones químicas).
El genoma humano tiene un grupo de varios genes de amilasa (enzima) citados anteriormente (genes AMY), los cuales se expresan en elevada proporción en la saliva y en el páncreas. Esta enzima se produce en la glándula parótida (glándula salival situada delante de cada oreja) y ayuda a la digestión de los carbohidratos.
La AASH (α-1,4-D-glucano glucanohidrolasa) es la macromolécula de mayor concentración en la saliva. Esta proteína desempeña funciones enzimáticas y catalizadoras (hidrolasa) muy importantes y es el producto de tres genes AMY1A, AMY1B y AMY1C, los cuales codifican secuencias proteicas idénticas, pero presentan pequeñas variaciones individuales en el número de copias, y en consecuencia en la expresión de la proteína.
Es una proteína monomérica constituida por tres dominios estructurales: dominio A, formado por los residuos 1-99 y 170-404; dominio B, formado por los residuos 100-169 y dominio C, formado por los residuos 405-496.
La proteína contiene en su cadena un sitio de unión con iones de Ca2+ en los aminoácidos en las posiciones 115, 173, 182 y 216; e iones de cloruro en los aminoácidos en las posiciones 210, 313 y 352. Los primeros 15 aminoácidos son simplemente la secuencia señal de la proteína.
La secuencia de aminoácidos de la cadena polipeptídica de la proteína es la siguiente:

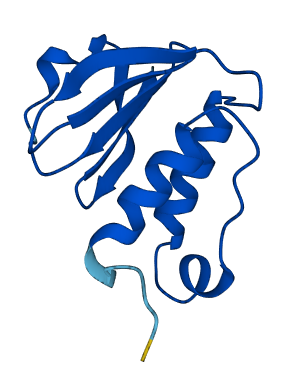
Imagen de 1-4-alfa-D-glucano glucanohidrolasa

| 10 |  | 20         |  | 30         |  | 40         |  | 50         |
| --- |  | ---------- |  | ---------- |  | ---------- |  | ---------- |
| MKLFWLLFTI |  | GFCWAQYSSN |  | TQQGRTSIVH |  | LFEWRWVDIA |  | LECERYLAPK |
| GFGGVQVSPP |  | NENVAIHNPF |  | RPWWERYQPV |  | SYKLCTRSGN |  | EDEFRNMVTR |
| CNNVGVRIYV |  | DAVINHMCGN |  | AVSAGTSSTC |  | GSYFNPGSRD |  | FPAVPYSGWD |
| FNDGKCKTGS |  | GDIENYNDAT |  | QVRDCRLSGL |  | LDLALGKDYV |  | RSKIAEYMNH |
| LIDIGVAGFR |  | IDASKHMWPG |  | DIKAILDKLH |  | NLNSNWFPEG |  | SKPFIYQEVI |
| DLGGEPIKSS |  | DYFGNGRVTE |  | FKYGAKLGTV |  | IRKWNGEKMS |  | YLKNWGEGWG |
| FMPSDRALVF |  | VDNHDNQRGH |  | GAGGASILTF |  | WDARLYKMAV |  | GFMLAHPYGF |
| TRVMSSYRWP |  | RYFENGKDVN |  | DWVGPPNDNG |  | VTKEVTINPD |  | TTCGNDWVCE |
| HRWRQIRNMV |  | NFRNVVDGQP |  | FTNWYDNGSN |  | QVAFGRGNRG |  | FIVFNNDDWT |
| FSLTLQTGLP |  | AGTYCDVISG |  | DKINGNCTGI |  | KIYVSDDGKA |  | HFSISNSAED |
| PFIAIHAESK |  | L          |  |            |  |            |  |            |
| A: Alanina, R: Arginina, N: Asparagina, D: Ácido aspártico, C: Cisteína, Q: Glutamina, E: Ácido glutámico, G: Glicina, H: Histidina, I: Isoleucina, L: Leucina, K: Lisina, M: Metionina, F: Fenilalanina, P: Prolina, S: Serina, T: Treonina, W: Triptófano, Y: Tirosina, V: Valina |  |            |  |            |  |            |  |            |

## Localización

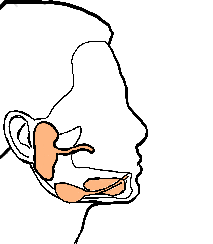
Glándulas salivales (parótida, submandibular y sublingual).

El gen se encuentra en el cromosoma 1, y más específicamente en la posición cromosomal 1p21.1, y cuenta con 12 exones. Se trata de un gen de 1785 nucleótidos de largo. El gen codifica una cadena polipeptídica de 511 aminoácidos, cuyo peso molecular es 57.768. Esta cadena sufre diversas modificaciones postraduccionales. Una de ellas es la Glucosilación de la Asn 427, la Asn 476 y de la Gly. También se encuentran puentes disulfuro entre los aminoácidos en las siguientes posiciones: 43-101, 85-130, 156-175, 393-399 y 465-477.
Este gen se manifiesta mayoritariamente en las glándulas salivales, aunque también se puede manifestar en menores cantidades en el páncreas.
Las proteínas se generan en el retículo endoplasmático de la célula de la glándula salival; siguen el proceso habitual de doblaje de proteínas, y se secretan al exterior mediante un proceso de exocitosis a través de vesículas de secreción. Todas las proteínas generadas por el gen AMY1B en la célula son enviadas al exterior.

## Enfermedades asociadas
Las enfermedades asociadas con el gen AMY1B incluyen la periostitis alveolar y el síndrome de boca ardiente.
La primera de ellas hace referencia a una infección muy frecuente, tras una extracción traumática de una pieza dental o después de una cirugía. Esto conduce a un aspecto seco del hueso expuesto en el alvéolo por desintegración o pérdida de un coágulo sanguíneo. En otras palabras, es una osteomielitis focal sin superación, acompañada de un intenso dolor (también llamado alveolalgia) y mal olor bucal.
Mientras que, la segunda de ellas, se caracteriza por sensaciones de ardor en la boca de larga duración. Esta sensación de efervescencia puede afectar a diversas partes de la región bucal; entre ellas, lengua, encías, paladar y labios, e incluso la zona faríngea. Este síndrome puede dar lugar a la siguiente clínica: perdida del gusto, entumecimiento de la boca, sequedad bucal y sensación de sabores amargos o metálicos.
Esta hipótesis sobre la relación del síndrome de la boca ardiente con el gen AMY1B, aún esta en proceso de corroboración, pues no es seguro que exista una relación directa.
Otra de las patologías asociadas; no concretamente solo a este gen, si no relacionada con la macromolécula AASH (uno de sus componente es el gen AMY1B; entre otros) es la aparición de caries dentales.
El proceso de formación de una caries es el siguiente: la glucosa liberada por la acción enzimática de la AASH puede ser utilizada como fuente de alimento por las bacterias que componen la placa dentobacteriana y después, es metalizada por ellas mismas a ácido láctico.  Debido al pH extremadamente ácido del compuesto resultante, este produce daños considerables en el esmalte de los dientes; originando así una caries (perdida del componente mineral del tejido duro de los dientes), la cual puede ser corregida mediante un empaste.

## Evolución
Este gen se encuentra en la especie humana en mucha mayor proporción que en cualquier otra especie, lo cual representa un ejemplo de adaptación genética a los hábitos alimenticios alterados en nuestra especie. La evolución en los genes AMY1 ha provocado que la saliva humana sea más efectiva en la descomposición de cierto tipo de carbohidratos, proporcionando una mejor adaptación a la dieta del ser humano moderno, más rica en almidones, ya que el aumento de copias del gen está directamente relacionado con la cantidad de alfa-amilasas que se encuentran en la saliva. (Aunque también se ha investigado la influencia de otros factores, como el estado de hidratación o el nivel de estrés psicosocial, que afectan a la cantidad de alfa-amilasas).
También se ha observado un grado diferente de evolución de este gen en distintas poblaciones, las poblaciones que históricamente han consumido dietas con más abundancia en el consumo de almidón, como por ejemplo las sociedades agrícolas, han tenido una evolución más pronunciada de este gen, frente otras, como por ejemplo los cazadores-recolectores del ártico, cuya evolución específica de este gen ha sido mucho menor.

## Investigación
- Se relaciona un estado metabólico favorable con un número mayor de copias de AMY1 en el genoma.  Se está investigando la relación de estos genes con el índice de masa corporal (Indicador de la corpulencia, cuyo uso reside en determinar los distintos rangos de peso que pueden derivar en problemas de salud.)  Esta relación puede proceder de una mayor proporción de almidón digerido que llega al íleon, este puede derivar en cambios en la microbiota intestinal o en el apetito, entre otros factores. Investigaciones relacionadas con el AMY1B buscan actualmente nuevas terapias contra la obesidad.[14] En un estudio de 2019 se estudió la cantidad de números de amilasa 1 en sujetos con obesidad.  Se hicieron dos dietas, primero una baja en calorías y luego otra de mantenimiento, esta segunda teniendo diferentes cargas glicémicas entre diferentes grupos de pacientes. Se encontró una relación entre la cantidad de amilasas y el IMC, pero no entre la cantidad de estas y los niveles base de variables glicémicas, ni con la ingesta de nutrientes. No obstante la relación encontrada fue demasiado pequeña entonces no se puede dar el estudio como concluyente aún.[15]
- En la investigación de un caso de incidencia familiar de dos parientes nacidos con extrofia vesical, se ha encontrado que en ambos existía una duplicación del locus 1p21.1 que contiene los genes AMY1B, AMY2B, AMY2A.[16] Actualmente se sigue investigando la causa subyacente de esta enfermedad rara, pero gracias al descubrimiento de esta duplicación entre otras, se cree que la manifestación de este desorden está en parte relacionada con la micro eliminación o duplicación de locus de diversos cromosomas, detectadas en un 11,4 % (n=140) de los pacientes y se ha planteado la hipótesis que relaciona el origen de la extrofia vesical y errores en ciertas redes de regulación genética que conectan dichos locus.[17]
- Se ha estudiado el caso de un paciente lactante con hernia diafragmática congénita (HDC), que falleció por respiración insuficiente hipóxica. En un análisis post mortem de micro rayos se reveló una deleción del cromosoma 1 entre los locus 1p.21 y 1p.12. Posteriormente se ha realizado un estudio con 106 pacientes que padecieron HDC, 44 de los cuales presentaban deleciones y 62 duplicaciones en el intervalo afectado en el paciente anterior. Este intervalo involucra 20 genes que según la base de datos de OMIM podrían estar relacionados con la patogénesis de la HDC, entre ellos encontramos el AMY1B,  pero se ha descartado la hipótesis de que la malformación haya sido generada por un gen específico, y actualmente se asocia a una predisposición genética de microdeleciones o duplicaciones en el cromosoma 1.[18]
- En un estudio se encontró una correlación inversa entre la cantidad de proteínas codificadas por genes AMY1 y la cantidad total de grasa visceral. En ese mismo estudio también se encontró una correlación positiva entre las proteínas previamente mencionadas y sensibilidad a la glucosa e insulina bucal. En grupos con mayor cantidad de amilasa se encontró mayor concentración de glucosa en sangre tras 30 minutos después de una misma alimentación. Se llegó a la conclusión de que la absorción de la glucosa está muy relacionada con la cantidad de amilasas 1.[19]